# Pilot (esport)

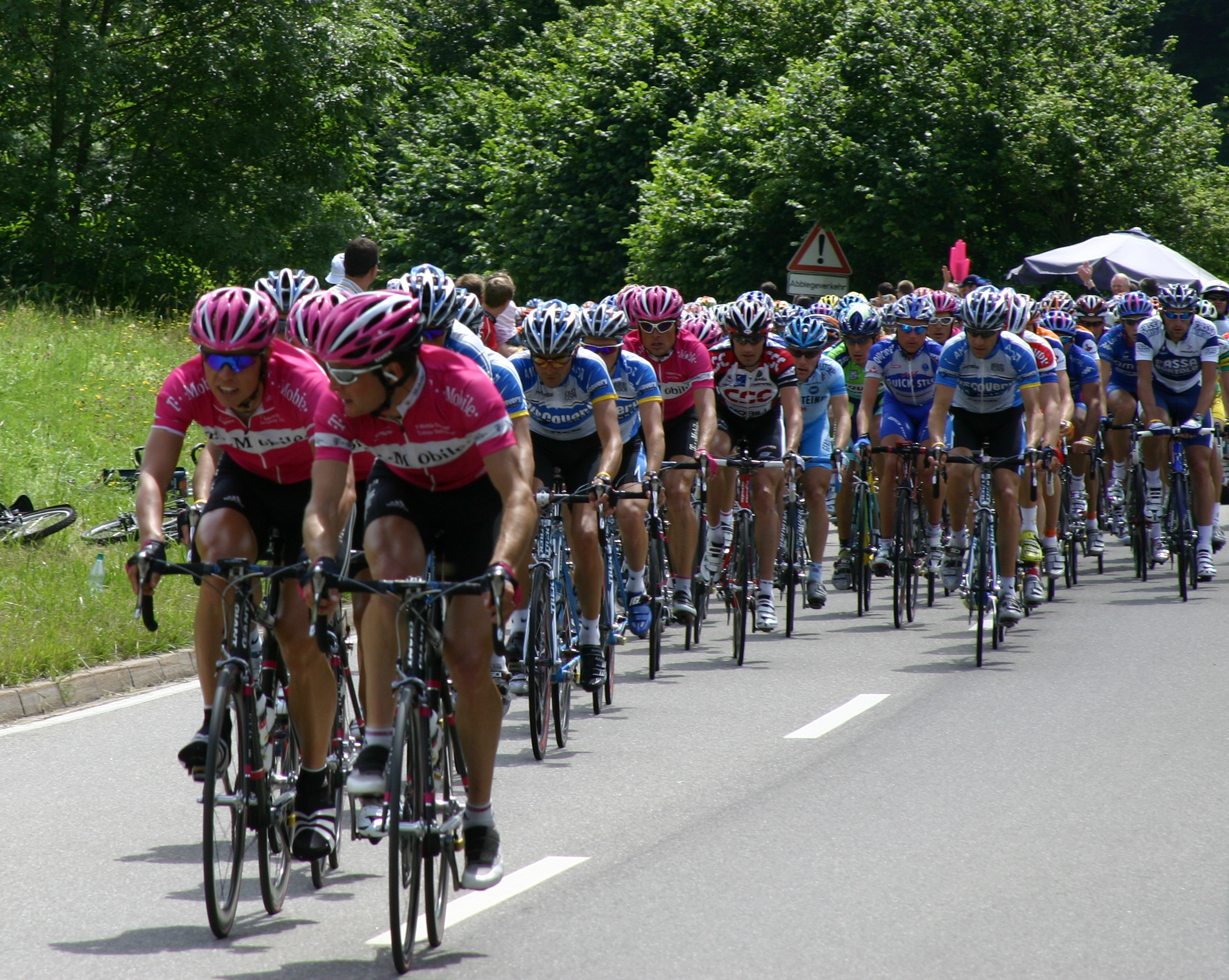
Pilot del Tour de França

El pilot, o gran grup, és un terme esportiu que designa un grup de corredors que es mantenen junts durant una cursa. S'empra principalment en atletisme i ciclisme. En el ciclisme, el pilot representa el grup majoritari i els que aconsegueixen avançar-se a aquest grup s'anomenen els "escapats" o "escamot", i si hi ha un número significatiu d'unitats, hom també s'hi pot referir com "grup capdavanter".
Els escapats fan front a un major desgast físic per estar més exposats al vent, la tensió de mantenir la pugna contra el gran grup i per la manca de relleus. Dintre del pilot s'acostuma a transitar més tranquil, tot i que determinades circumstàncies —la formació de ventalls, la proximitat del final d'etapa o de cursa o una caiguda— poden alterar aquesta situació.
De vegades, es refereix a tots els ciclistes professionals, en el seu conjunt.